# Edward Chapman
Edward Chapman, född 13 oktober 1901 i Harrogate, West Riding of Yorkshire, England, död 9 augusti 1977 i Brighton, East Sussex, England, var en brittisk skådespelare. Chapman filmdebuterade 1930 då han medverkade i två av Alfred Hitchcocks tidiga filmer. Han medverkade sedan i över 80 filmer, och ett antal TV-produktioner. Hans sista roll framför kameran var i TV-serien Onedinlinjen 1972.

## Filmografi, urval
- 1930 – Mord
- 1936 – Mannen som kunde göra underverk
- 1936 – Rembrandt
- 1936 – Tider skola komma
- 1938 – Citadellet
- 1947 – Drama i East End
- 1947 – Oktobermannen
- 1950 – Madeleine
- 1951 – Det mörka rummet
- 1952 – En tusan till karl
- 1952 – I morgon börjar livet
- 1953 – På galej i Boulogne
- 1956 – Bhowani – station i Indien
- 1957 – Doktorn är lös
- 1960 – Skola för skojare
- 1963 – Panik i kubik
- 1970 – Mannen som jagade sig själv